# N38 (België)
De N38 is een gewestweg in België die Ieper en Poperinge verbindt met de grens naar Frankrijk om via Kassel (Frans: Cassel) verder te gaan met het nummer D 948 naar Godewaarsvelde (Frans: Godewaersvelde). De weg vormt een belangrijke verbinding tussen de A19 en het zuiden van de Westhoek. Tussen Ieper en Poperinge is de weg met 2x2 rijvakken uitgevoerd met een doorlopende lijn in het midden en tussen Poperinge en Frankrijk 2x1 rijvak. De snelheid is op sommige stukken 70 km/h, andere 90 km/h.
Een deel van de N38 in Ieper (Noorderring) wordt ook beschouwd als de ringweg rond Ieper.

## Overbodige brug
Er is ook een brug te vinden bij Ieper voor de ooit geplande snelweg naar Veurne. Bij de aanleg van een verbeterde verbinding Ieper - Veurne zou deze brug gebruikt gaan worden om een vloeiende overgang naar de N38 te maken.
R-wegen:
R0 · R1 · R2 · R3 · R4 (R4a · R4z) · R5 (R5a) · R6 · R7 · R8 · R9 · R10 · R11 (R11a) · R12 · R13 · R14 · R15 · R16 · R18 · R20 (R20a · R20b) · R21 (R21a · R21b · R21c · R21d) · R22 (R22a · R22z) · R23 (R23z) · R24 · R25 · R26 · R27 (R27a) · R30 (R30a · R30b) · R31 · R32 · R33 · R34 · R35 · R36 (R36z) · R40 (R40a) · R41 · R42 · R43 · R50 · R51 · R52 · R53 · R54 · R55 · R61 (R61a) · R62 · R70 · R71 · R72 · R73
N-wegen die (gedeeltelijk) een ringweg omvatten:
N1 · N3 · N4 · N6 · N7 · N8 · N9 · N13 · N17 · N27 · N27a · N28 · N29 · N31 · N32 · N34 · N35 · N36 · N37 · N38 · N39 · N41 · N44 · N46 · N47 · N49 · N50 · N55 · N60 · N60d · N70 · N71 · N72 · N73 · N75 · N76 · N78 · N80 · N81 · N82 · N90 · N92 · N113 · N153 · N203 · N203a · N390 · N405 · N416 · N441 · N473 · N498 · N556 · N700 · N712 · N712b · N717 · N722 · N725 · N748 · N750 · N769 · N967